# ゲーミフィケーション・フォー・デジタルトランスフォーメーション
ゲーミフィケーション・フォー・デジタルトランスフォーメーション (英: Gamification for Digital Transformation、略称：GDX)とは、ゲーミフィケーション（ゲームで活用されるモチベーション手法やUI/UXデザイン、サービス運営ノウハウなど）を、企業や行政、団体が取り組むDX（デジタルトランスフォーメーション）に活かす一連の取り組み又は概念の略称。セガ エックスディーが提唱。
なお、本用語はビジネス用語としては一般的に「GDX」と表記される。

## 経済産業省におけるGDX
2022年8月、経済産業省は、ゲーミフィケーション（ゲームに使われているメカニクスや手法をゲーム以外のビジネスに応用）の手法を用いて企業や地方自治体のDX施策を担う人材育成の手法（GDX：Gamification for Digital Transformation）が、DX人材育成にどのように寄与するのかについて、課題等も含めた調査及び検討会を開始することを発表。
その後「令和４年度地域デジタル人材育成・確保推進事業（ゲーミフィケーションをコアナレッジにしたDXに資する人材育成）」に関する報告書を公表。ゲームクリエイター等のスキルを活用した社会課題解決を目指すGDX（Gamification for Digital Transformation）を推進させていくことを目的として、有識者による検討会とGDX人材育成等を推進するための研修会を実施し、報告書にとりまとめ公表をおこなった。

## 課題
GDX（Gamification for Digital Transformation）という用語の一般化と概念の拡大においては、「ゲーミフィケーション」の用語と概念が世の中に普及し一般化していく必要がある。また、経済産業省のGDXに関する定義は「DX施策を担う人材育成手法」としており、まだ「GDX」に対する概念の揺らぎが存在している為、今後の「ゲーミフィケーション」の動向が鍵になる。

## 企業関連
- 株式会社セガ エックスディー
- CESA：一般社団法人コンピュータエンターテインメント協会
- 経済産業省

## 専門メディア
- GDX News